# Ernest Javal
Pour les autres membres de la famille, voir Famille Javal.
Léopold Ernest Javal est un haut fonctionnaire français né à Paris le 25 septembre 1843 et mort le 1er septembre 1897 à Plombières.

## Biographie

### Famille
Ernest est le second fils du banquier Léopold Javal (1804-1872) et d'Augusta de Laemel, son épouse. Il épouse Marie Seligmann, fille d’Adolphe Seligmann, président du tribunal de grande instance de Nice, et de Louise Worms, et nièce d'un des associés de la Banque Seligmann et Cie.
Il est inhumé au cimetière du Père-Lachaise (7e division).

### Carrière
Ernest Javal, issu d'une famille aux convictions républicaines, est lieutenant volontaire des Gardes mobiles de l’Yonne pendant la guerre de 1870.
Après des études d’ingénieur,, il entre dans la fonction publique : sous-préfet de Boussac (1877), d’Aubusson (1877), de Lunéville (1880), et de Douai (1881), préfet de la Creuse (1881), inspecteur général des services administratifs au ministère de l’Intérieur (1883), puis nommé directeur de l’Institut national des jeunes sourds le 19 décembre 1884,.

## Publications
- Machines à percer abattre les noches : emploi de la nitroglycérine, avec Jules Garnier, 1867
- Note sur la dynamite, avec Jules Garnier, 1868
- Exposition universelle et internationale de Paris, 1878 : Compagnie des phosphates du midi, à Saint-Antonin, éd. Chaix, 1878

## Distinctions
Ernest Javal est nommé officier d'Académie le 1er janvier 1883 puis chevalier de l'ordre de la Légion d'honneur le 2 janvier 1888,.